# BMW IX
BMW IX는 BMW에서 2020년부터 생산 중인 배터리식 중형 럭셔리 크로스오버 SUV이다. 2018년 파리 모터쇼에서 비전 iNext라는 컨셉트형으로 공개된 후 2020년 11월에 완전히 생산 준비가 된 상태로 공개되었다.

## 갤러리

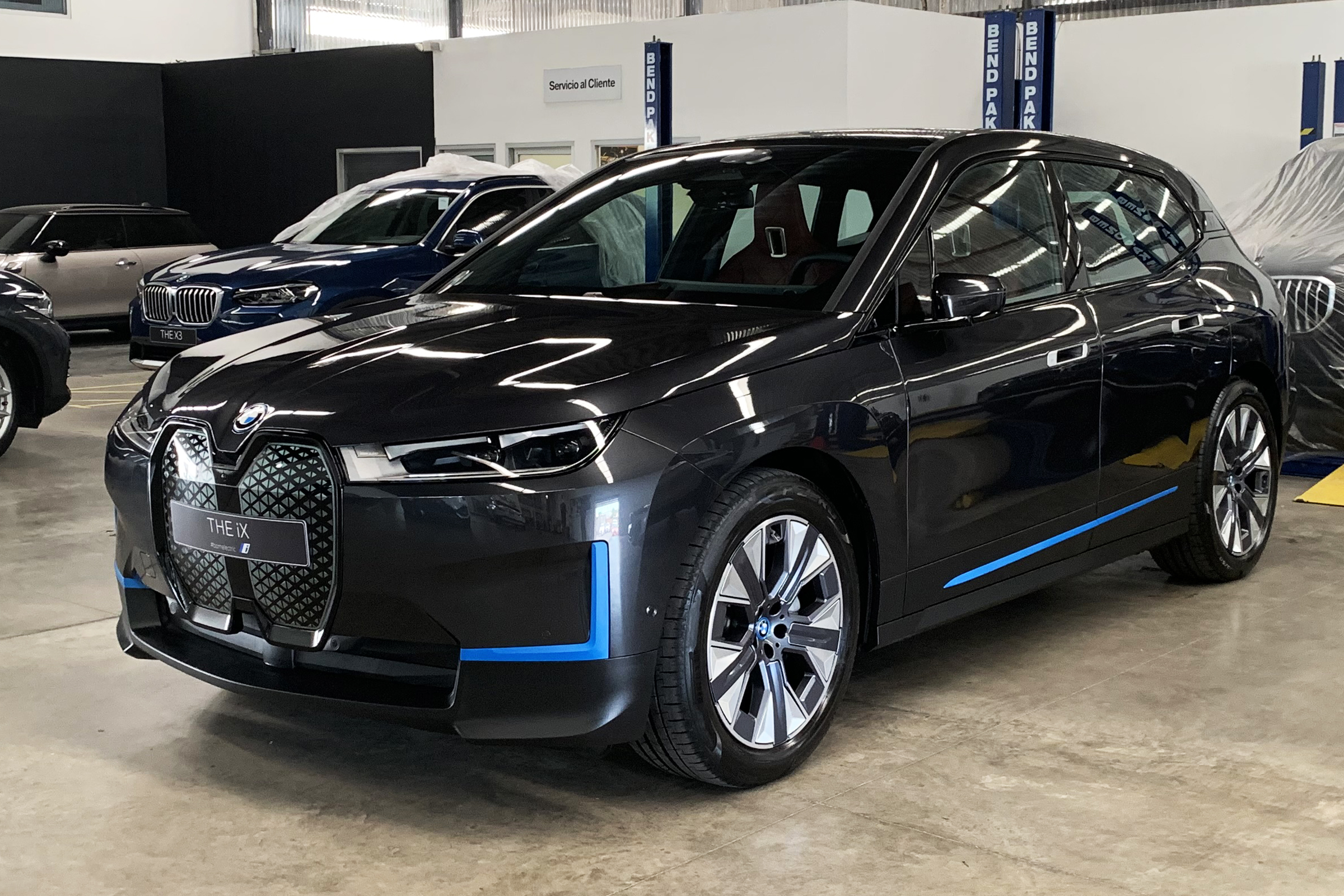
전면부
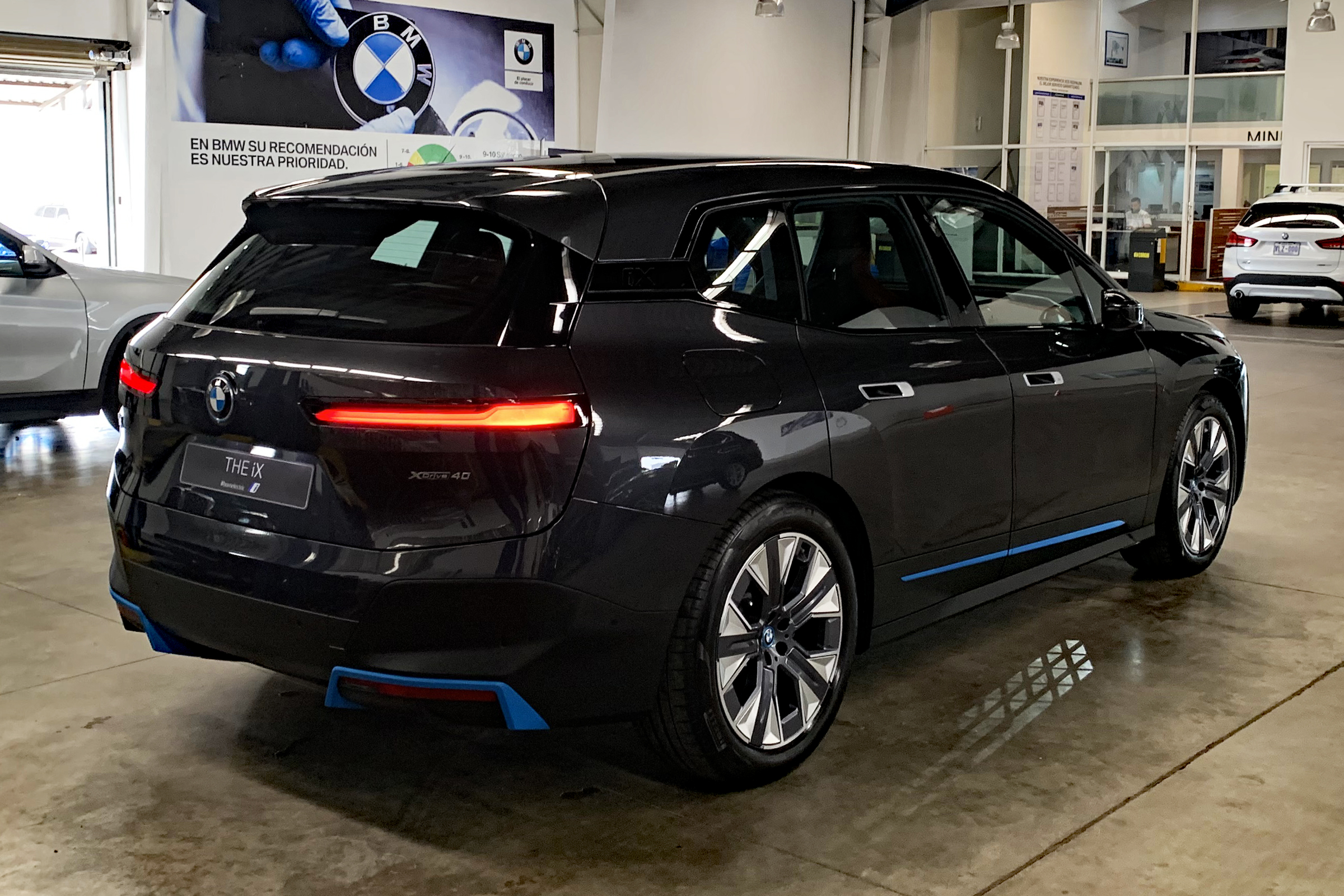
후면부
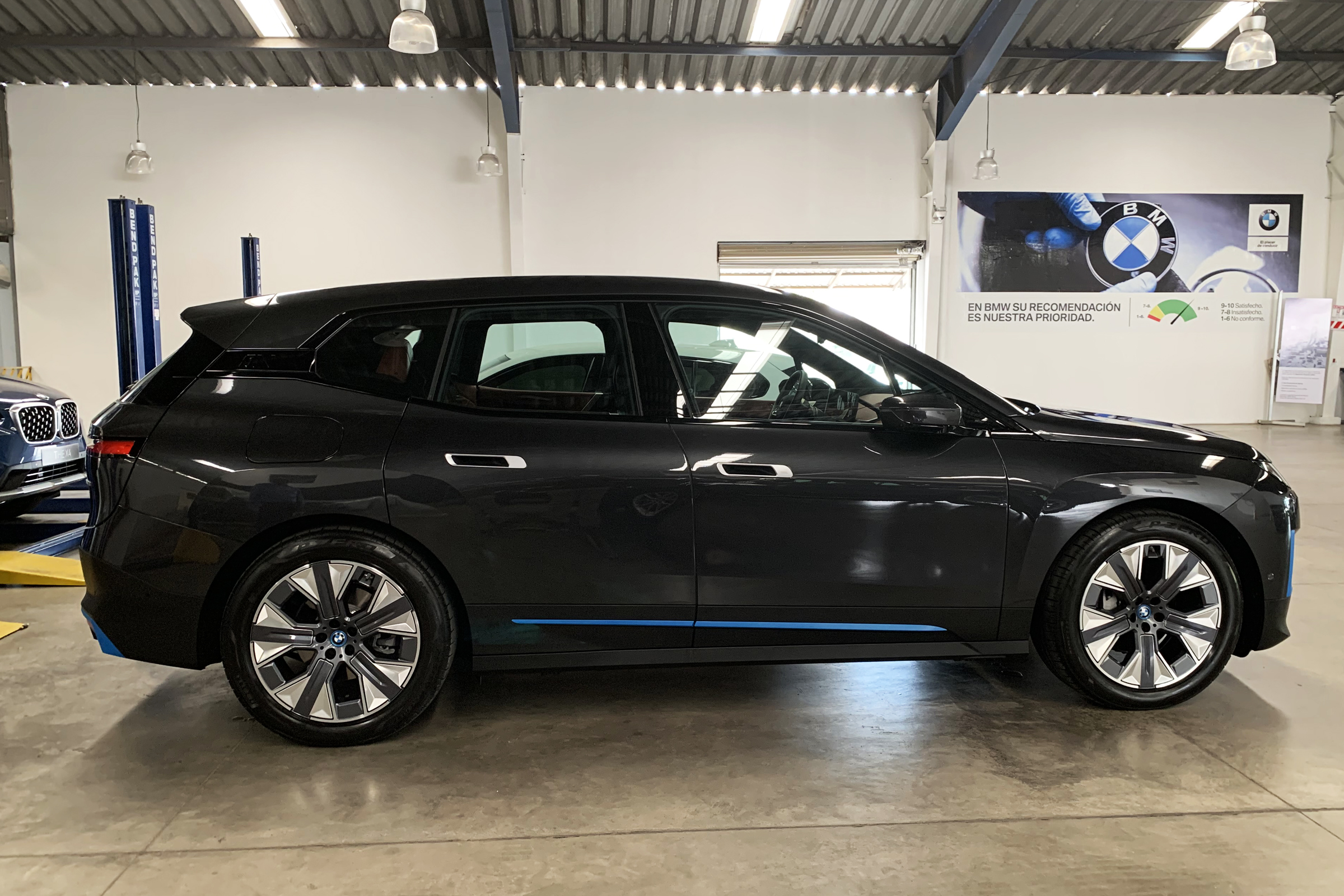
측면부
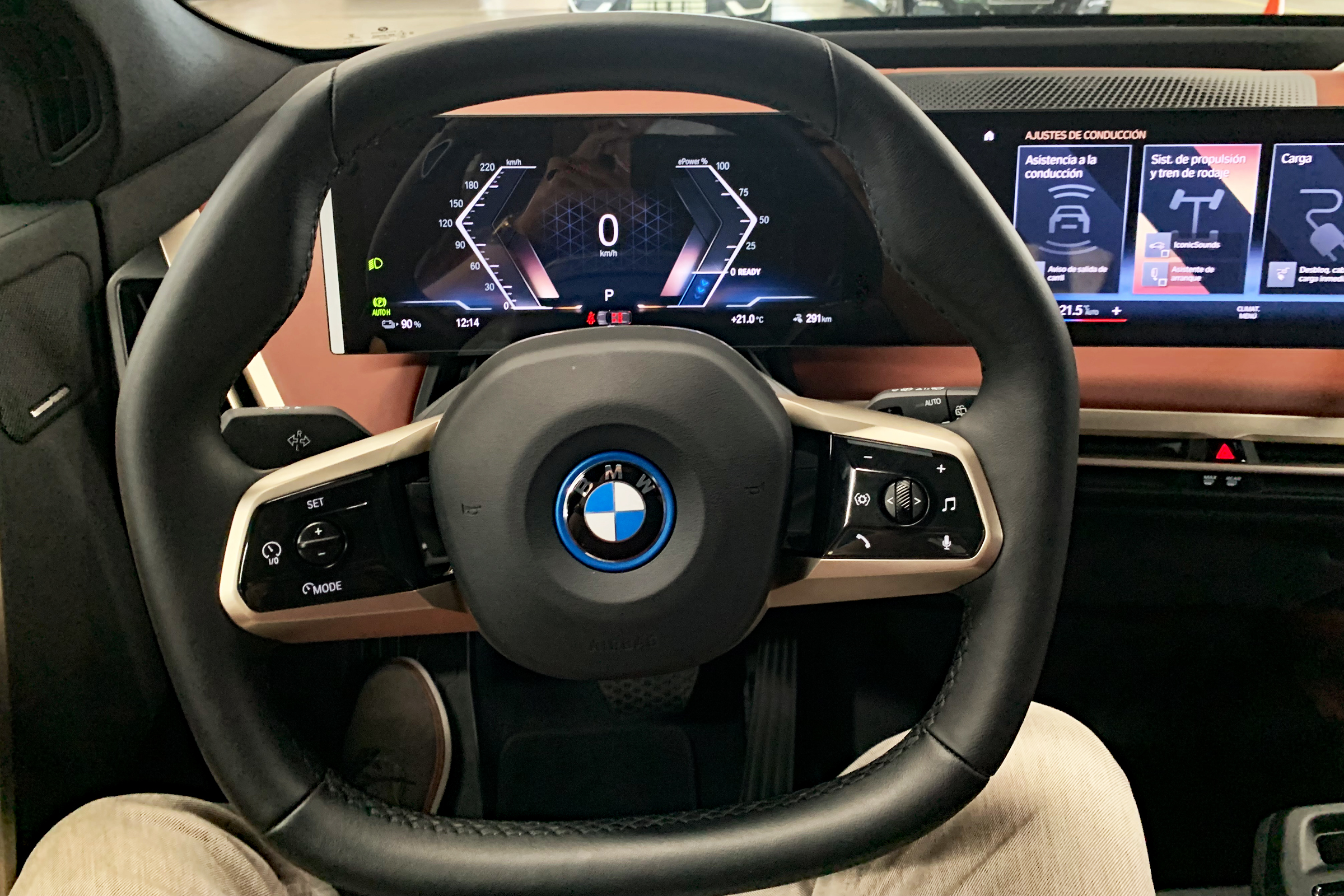
육각 핸들
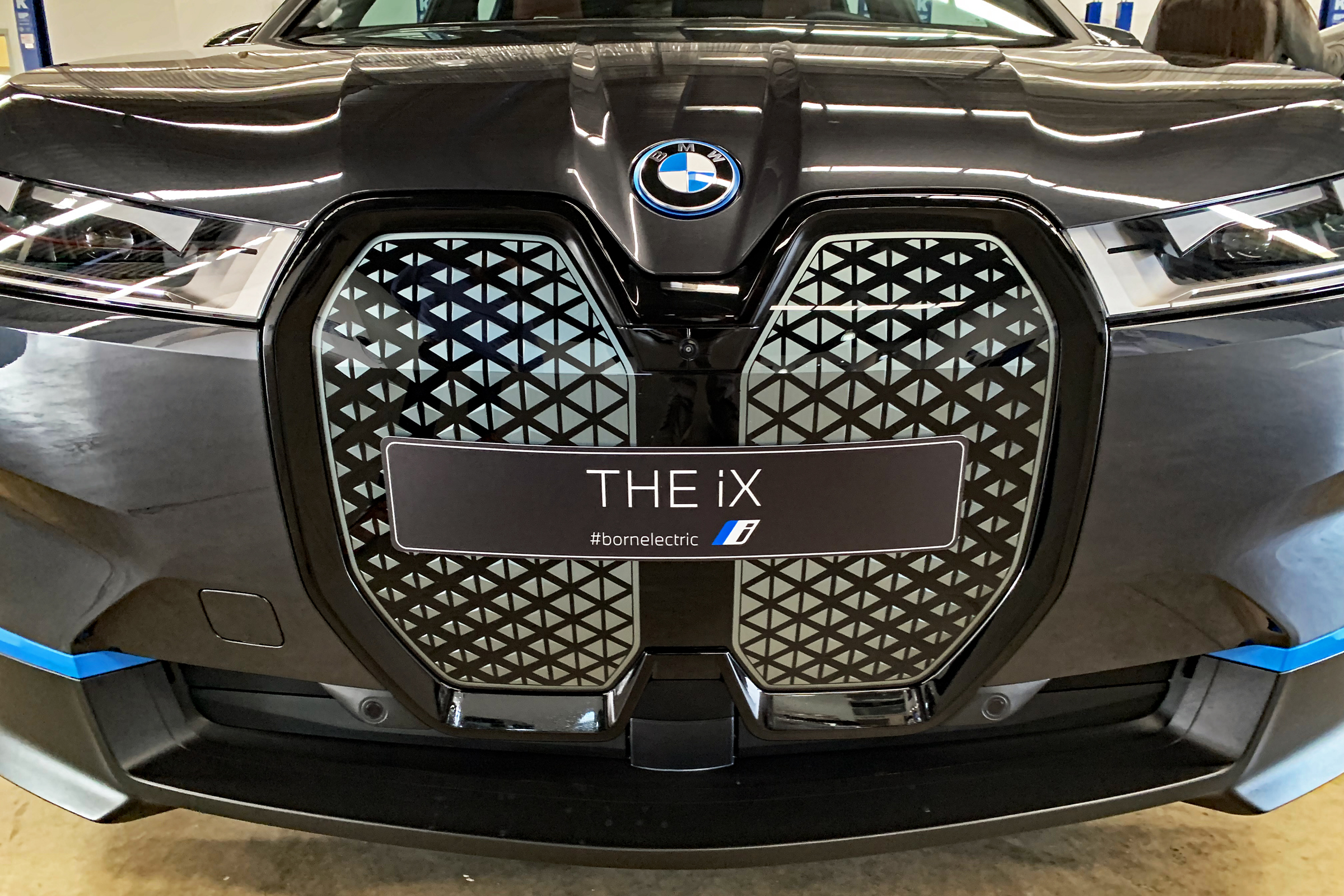
자가 수리 경미한 흠집 키드니 그릴